# Новосибирский научно-исследовательский институт гигиены
ФБУН Новосибирский научно-исследовательский институт гигиены Федеральной службы по надзору в сфере защиты прав потребителей и благополучия человека — научная организация, занимающаяся изучением взаимосвязей между здоровьем населения и окружающей средой, а также разработкой гигиенических правил и рекомендаций.

## Деятельность
Институт исследует зависимость здоровья населения Сибири от состояния окружающей среды, разрабатывает гигиенические рекомендации, нормативы и санитарные правила, осуществляет изучение атмосферного воздуха, водоёмов, водоснабжения и т. д., проводит исследования в таких направлениях как гигиена детей и подростков, общая профилактическая токсикология.

## История
Институт организован в 17 декабря 1929 году постановлением Западно-Сибирского Крайисполкома № 14-262, и с 1 января 1930 года начал осуществлять деятельность.
В 1932 году институт реорганизуют в Западно-Сибирский институт соцздравоохранения и гигиены, в 1941 году — в Новосибирский областной научно-исследовательский санитарный институт.
С 1934 года проводил исследования загрязнения и способности к самоочищению Оби и её притоков.
С 1936 года проводились исследования степени и характера загрязнения воздушной атмосферы в таких городах как Новосибирск, Искитим, Красноярск, Кемерово, Новокузнецк и т. д. с целью определения новых территорий в городах для жилищного строительства.
В период Великой Отечественной войны проводились работы в области пищевой гигиены, бактериологии и эпидемиологии, исследовались санитарные условия производства и качества пищевой продукции Западной Сибири. Институт проводил изыскания источников добавочных средств витаминного и белкового питания, изучал витаминную ценность сельскохозяйственных культур и плодов, проводил исследования витаминных ресурсов на территории Сибири.
В послевоенные годы институт проводил работы по исследованию и совершенствованию гигиенических условий здоровья и труда работников на крупных новосибирских и областных предприятиях.
В 1948 году исследовал эпидемиологию малярии на территориях запланированного сооружения Новосибирской ГЭС, в 1951 году институт представил научное обоснование о санитарных мероприятиях в местах затопления, подтопления, а также переселения в зоне Новосибирского водохранилища.
В 1950-е годы институт разрабатывал рекомендации по улучшению условий гигиены в области профессионального обучения подростков и молодых людей и уменьшения их заболеваемости, проводил изучение физического развития, хронических заболеваний и распространения функциональных отклонений у детей дошкольного и школьного периода.
В 1955 году НИИ был передан под управление Министерства здравоохранения РСФСР.
В 1960-е годы исследовались гигиенические условия труда на предприятиях угольной промышленности.
В 1990 году институт становится новосибирским филиалом научно-практического объединения «Гигиена и профпатология» Минздрава РСФСР.
В 1995 году перешёл под руководство Минздрава России.
В 2005 году реорганизован в ФГУН «Новосибирский научно-исследовательский институт гигиены» Роспотребнадзора, с 2011 года — ФБУН «Новосибирский научно-исследовательский институт гигиены» Роспотребнадзора.